# درة تشرم (مياندشت)
درة تشرم (بالفارسية: دره چرم) هي مستوطنة تقع في إيران في Miyandasht Rural District. يقدر عدد سكانها بـ 496 نسمة بحسب إحصاء 2016.